# Сергіївка (Павлоградський район)
Се́ргіївка — село в Україні, у Вербківській сільській громаді Павлоградського району Дніпропетровської області. Населення за переписом 2001 року становить 606 осіб. До 2020 року орган місцевого самоврядування — Олександрівська сільська рада.

## Географія
Село Сергіївка розташоване за 93 км від обласного центру та 46 км від районного центру, на правому березі річки В'язівок, вище за течією примикає село Олександрівка, нижче за течією на відстані 1 км розташоване село Новов'язівське, на протилежному березі — село Оленівка. Річка в цьому місці пересихає, на ній зроблена загата. Селом тече Балка Міленська. Найближча залізнична станція Варварівка (за 22 км).

## Історія
Російський поміщик Сергій Клевцов (звідси походить назва села Сергіївка) мав володіння у Калузькій губернії. Наприкінці XVIII століття він був «пожалуваний» Катериною ІІ землями по середній течії річки Самара, аж до В'язівської низовини. На цій землі і посадив Клевцов кріпаків, перевезених з Калузької губернії. Місце було заболочене, люди хворіли малярією. Прибутків від цієї землі поміщик одержував мало. Тоді Клевцов вирішив перевезти селян на протилежний бік своєї землі (далі від річки), в те місце, де зараз знаходиться село Сергіївка. Маєток поміщика Клевцова стяв у центрі села. Будівлі маєтку були кам'яні, вкриті залізом, двір обгороджений кам'яним парканом висотою до двох метрів. Від садиби на схід знаходилася так звана «саджанка». Це був маленький острівець, обкопаний глибоким ровом з водою. Острівець з'єднувався з сушею вузеньким місточком. На острові було посаджено багато дерев, квітів збудовані альтанки, обвивав дикий виноград. Тут завжди відпочивала панська сім'я. «Саджанка» існувала до 1955 року. Коли збудували став, то весь острівець зник під водою.
У 1861 році поміщик Клевцов не зміг сприйняти реформу про скасування кріпосного права, помер від розриву серця. Частина його землі була продана графу, генералу Носевцеву, а частина дворянину Бібікову. Решту землі придбали селяни. Бібікову відійшла земля і село Сергіївка з маєтком Клевцових.
1886 року в селі мешкало 710 осіб, налічувалося 119 домогосподарств, салотопний завод, крамниця. Село Сергіївка (за царату також відома як Клевцове) у складі Олександрівської волості Новомосковського повіту.
Під час організованого радянською владою Голодомору 1932—1933 років померло щонайменше 260 жителів села.
12 червня 2020 року, відповідно до розпорядження Кабінету Міністрів України № 709-р «Про визначення адміністративних центрів та затвердження територій територіальних громад Дніпропетровської області»,  Олександрівська сільська рада Юр'ївського району увійшла до складу Вербківської сільської громади.
17 липня 2020 року, в результаті адміністративно-територіальної реформи та ліквідації Юр'ївського району, село увійшло до складу Павлоградського району.

## Особистість
Сова Анатолій Андрійович (1958—2014) — старший солдат Збройних сил України, учасник учасник російсько-української війни.

## Економіка
- ФГ «Обрій».

## Соціальна сфера
На території села розташовані: Сергіївський фельдшерсько-акушерський пункт, сільський будинок культури, бібліотека, відділення зв'язку.

## Пам'ятники
На в'їзді до села Сергіївка розташований Меморіальний комплекс воїнам, які загинули в роки Другої світової війни, Братська могила мирних жителів-жертв фашизму та бюст командира партизанського загону Кабака П. К.

## Інтернет-посилання
- Погода в селі Сергіївка [Архівовано 20 грудня 2011 у Wayback Machine.]